# Зерзура
Зерзура (араб. زرزورة) — міфічне місто або оазис, розташований у пустелі Сахара.

## Чутки
Довгий час ходили чутки, що Зерзура існувала глибоко в пустелі на захід від річки Ніл в Єгипті чи Лівії. У працях XIII століття автори розповідали про місто, яке було «білим, як голуб», і називали його «Оазисом маленьких пташок». У Кітаб аль-Кануз Зерзура називається містом у Сахарі, повним скарбів із сплячими королем і королевою. Місто охороняють чорні велетні, які не дають нікому зайти та вийти. Однак це може бути відсиланням до чорного народу тебу, кочівників у Чаді та Лівії, предки яких здійснювали набіги на оазиси в Сахарі.
"Перша європейська згадка про Зерзуру міститься в розповіді англійського єгиптолога Джона Гарднера Вілкінсона 1835 року, яка базується на звіті араба, який сказав, що знайшов оазис, коли шукав загубленого верблюда. Розміщена за п'ять днів на захід від шляху, що з'єднує оазиси Фарафра та Бахарія, «Оаза під назвою Ваді Зерзура», рясніла «пальмами, джерелами та руїнами невизначеної епохи». Хоча розповіді про таємні місця пустелі, знайдені шукачами бродячих верблюдів, були досить поширеними, історія Вілкінсона була підтверджена, коли пізніші дослідники знайшли кілька раніше невідомих оазисів, які були названі в його розповіді разом із Зерзурою. Але вони не знайшли саму Зерзуру.
Зовсім недавно європейські дослідники здійснили експедиції на пустелю в пошуках Зерзури, але так і не змогли її знайти. Відомі дослідники двадцятого століття Ральф Баґнольд з Британії та угорець Ласло (Ладіслав) Алмаші очолили експедицію з пошуку Зерзури в 1929—1930 роках на вантажівках Ford Model A. У 1932 році розвідувальні польоти експедиції Альмасі-Патріка Клейтона виявили дві долини в Гілф Кебір. У наступному році Алмаші знайшов третє ваді «Зерзура», фактично дощові оазиси у віддаленій пустелі. З іншого боку, Беґнольд вважав Зерзуру легендою, яку ніколи не розгадати шляхом відкриття.
Учасники пошуку Зерзури після повернення в 1930 році створили клуб «Зерзура» в барі Ваді-Халфа. Багато хто з членів клубу залишилися друзями, а деякі продовжили службу в британській армії під час Другої світової війни. Багато хто служив у патрулі дальньої пустелі під час північноафриканської кампанії. Лише Алмаші обслуговував Африканський корпус Роммеля та допомагав італійцям.

## Біле місто Зерзура
Згідно з історичними записами писарів еміра в Бенгазі (Лівія) в 1481 році, погонич верблюдів на ім'я Хамід Кейла приїхав до Бенгазі в поганому стані і розповів еміру, що він був у місті Зерзура. Ймовірно, Хамід Кейла та караван прямували з річки Ніл до оазисів Дахла (Дархла/Дахіла) та Харга (Харіджа) і потрапили у жорстоку піщану бурю, яка вбила всіх, крім Кейли, який, очевидно, вижив під притулком своїх мертвих верблюдів.
Коли шторм минув, чоловік зійшов із верблюда й виявив, що збентежився виглядом землі, оскільки шторм змінив усі знайомі орієнтири. Саме тоді, коли Кейла впадав у марення через відсутність води, його знайшла група дивних чоловіків. За описом, ці чоловіки були високими, зі світлим волоссям і блакитними очима, з прямими мечами замість арабських ятаганів, які потім відвезли погонича верблюдів до міста під назвою Зерзура, щоб доглядати за ним.
Зерзуру справді описували як біле місто, до якого можна було дістатися через ваді (долину), що пролягала між двома горами, а від ваді йшла дорога, що вела до воріт міста, над якими був висічений дивний птах.
У місті були білі будинки із внутрішньою розкошшю, пальми, джерела та басейни, які використовувалися світлошкірими жінками та дітьми для прання та купання. Хамід Кейла розповів, що зерзуранці, або «Ель-Сурі», ставилися до нього з добротою і розмовляли дивною формою арабської, яку йому було важко зрозуміти, але яку ретельно пояснили йому Сурі, які, очевидно, не були мусульманами, оскільки жінки не носили покривал, і в місті не було жодної мечеті, і Хамід Кейла не чув жодних закликів до молитви від муедзина.
Погонич верблюдів розповів цю історію еміру через кілька місяців після перебування в Зерзурі, і емір запитав його, як сталося, що він опинився в Бенгазі зараз. Хамід почувався некомфортно через допит і сказав, що однієї ночі втік із Зерзури. Тоді емір запитав, навіщо було тікати, якщо Сурі ставилися до нього з добротою, і погоничу верблюдів було важко пояснити.
Емір запідозрив щось дивне, і наказав обшукати Кейлу охоронцям, які знайшли дорогоцінний рубін у золотому персні, захований на чоловікові. Потім емір запитав, як він отримав каблучку, але Кейла не міг відповісти. Вирішивши, що він викрав його в Сурі, емір наказав вивести Кейлу в пустелю, щоб відрубати йому руки. Емір повірив розповіді чоловіка, тому що він і його люди пізніше вирушили на пустку, щоб знайти Зерзуру, але так і не зробили цього, хоча можливо, що емір обшукував не ту частину пустелі.
Згідно з неідентифікованими джерелами, вказується, що перстень, ймовірно, опинився у власності короля Лівії Ідріса, якого скинули з трону у 1969 році Муаммар Каддафі та його Рада революційного командування. Зазначається, що багато експертів вивчали цей перстень і ствердили, що він має велику історичну цінність. Існує припущення, що його виготовили європейці у 12 столітті. Також розглядається ідея, що зерзуранці, які володіли перстенем до його крадіжки Хамідом Кейлою, можуть бути залишками ранніх європейських хрестоносців, що втратились в Сахарі під час подорожі до Єрусалиму або під час повернення, утворивши своє власне поселення в пустелі.
Однак, як не дивно, здається, ні з яких джерел немає інформації про ймовірний перстень, а також немає жодних доказів його існування. Крім того, оскільки Хамід Кейла був оповідачем казки про Зерзуру, можливо, він був анонімним автором Кітаб аль-Кануз (Книга прихованих скарбів), оскільки його тяжке становище сталося в 15 столітті, оскільки також був опублікований рукопис в той час.

## Книги та статті про Зерзуру
- Невідома Сахара (Ismeretlen Szahara) Ласло Алмаші (Будапешт, 1934), який описує свої експедиції в пошуках Зерзури. Німецький переклад Unbekannte Sahara (Лейпциг, 1939).
- Récentes Explorations dans le Désert Libyque by László Almásy (Cairo, 1936) — публікація, яка підсумовує результати успішних пошуків Зерзури
  - Німецький переклад Клауса Курре в Mythos Zarzura . Бельвіль, Мюнхен 2020, ISBN 978-3-936298-18-5
- У пошуках Зерзури, Орд Вінгейт, у The Geographical Journal, том. 83, № 4 (1934), стор. 281—308. Опубліковано Королівським географічним товариством. DOI: 10.2307/1786487
- Полювання на Зерзуру: втрачений оазис і війна в пустелі (2002) про членів Клубу Зерзура у Другій світовій війні , Сол Келлі
- "Англійський пацієнт " (1992) Майкла Ондатже засновано на житті Алмасі
- Пірати Карибського моря: Ціна свободи має основну сюжетну лінію на Зерзурі, оскільки історія базується на рабстві з точки зору капітана Джека Горобця.
- Ice Cold In Alex Крістофера Лендона кілька разів згадує Зерзуру.
- «Око Ра», готичний таємничий роман дослідника пустелі Майкла Ашера, пов'язує Зерзуру з фараоном Ехнатоном, інопланетними візитами та НЛО.
- The Oasis of the Last Story: Tales from the Desert — це вигадана автобіографія дослідника та колишнього співробітника SAS Майкла Ашера про його 40-річний пошук втраченого оазису пішки та з верблюдами, розказана як одна подорож, і про його духовне пробудження в пустеля.
- Художня література Lost Oasis про оазис Зерзура та втрачену армію царя Камбіса Т. М. Боуна, опублікована Story Merchant Books
- «Біггл летить на південь» капітана В. Є. Джонса (1938) — це вигадана розповідь про трьох британських авіаторів, які знайшли Зерзуру
- «Втрачений оазис», роман Дока Севіджа Кеннета Робсона (Лестер Дент), вересень 1933 року, відбувається переважно в Зерзурі.
- Прихований оазис (Bantam Books, 2009) Пол Сассман . Інтелектуальний сучасний археологічний трилер.

## Фільми про Зерзуру
- Зерзура (Sahel Sounds, 2017) режисер Крістофер Кірклі. Повнометражний етнофантастичний фільм, знятий у пустелі Сахара.

## Ігри за участю Зерзури
- Гра у віртуальній реальності «Walkabout Mini Golf» від Mighty Coconut містить «Храм Зерзури» (2023) як поле в серії втрачених міст.